# Liste des UNESCO-Welterbes ohne Kontinentalbezug
Auf dieser Seite sind nach Staaten geordnet die UNESCO-Welterbestätten ohne Kontinentalbezug aufgelistet. Ausführlichere Darstellungen mit Kurzbeschreibung und Bildern der Welterbestätten finden sich in den verlinkten Übersichtsartikeln zum Welterbe der einzelnen Staaten.
- Die Zahl am Anfang jeder Zeile bezeichnet das Aufnahmejahr der Stätte in die Welterbeliste.
- Stätten des Weltkulturerbes sind mit „K“ markiert, Stätten des Weltnaturerbes mit „N“, gemischte Stätten mit „K/N“.
- Welterbestätten, die die UNESCO als besonders gefährdet eingestuft und auf der Liste des gefährdeten Welterbes („Rote Liste“) eingetragen hat, sind zusätzlich mit einem „G“ gekennzeichnet.

## Australien
(Indischer Ozean)

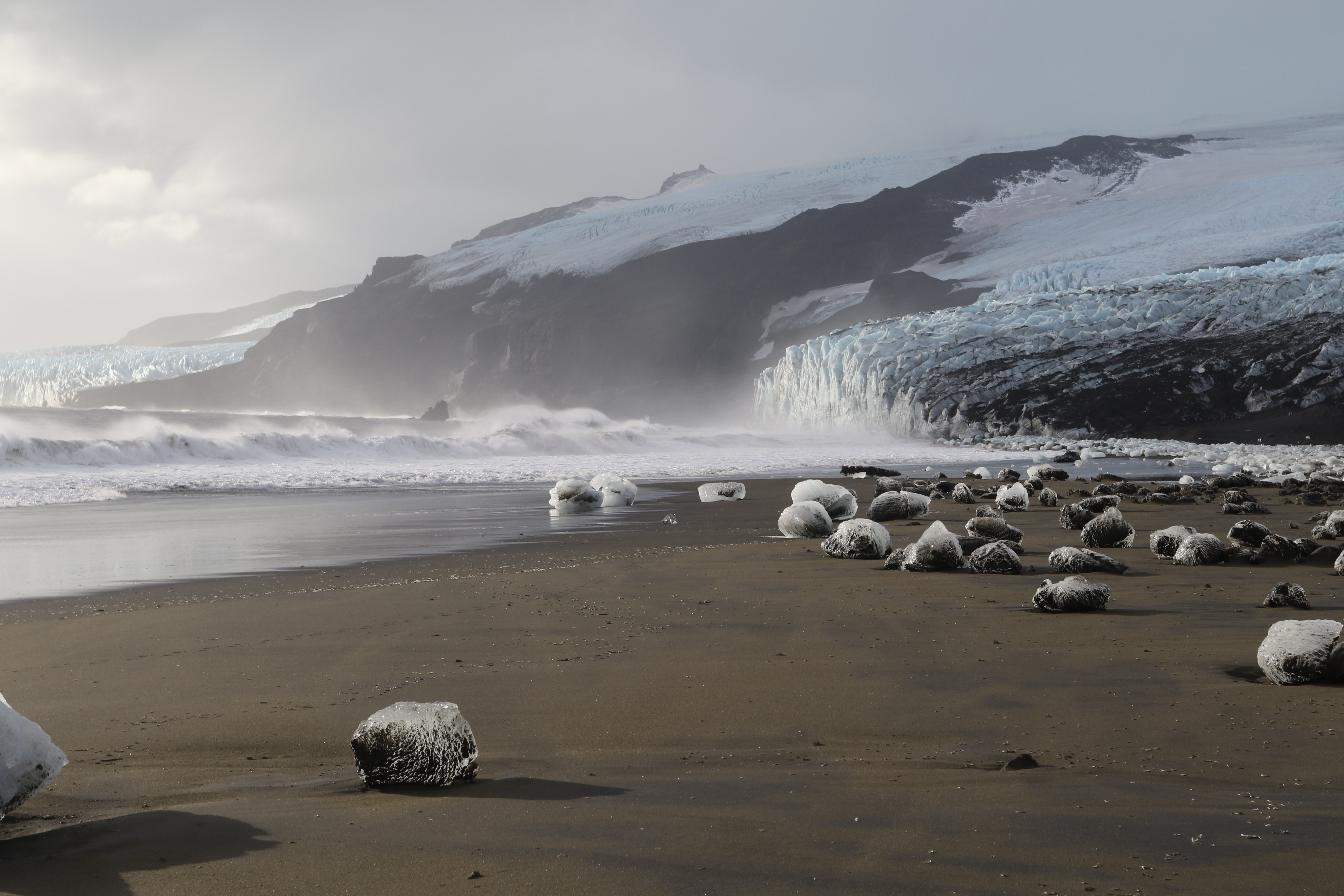
Heard

- 1997 – Heard und McDonaldinseln (N)

## Neuseeland
(Südpazifik)

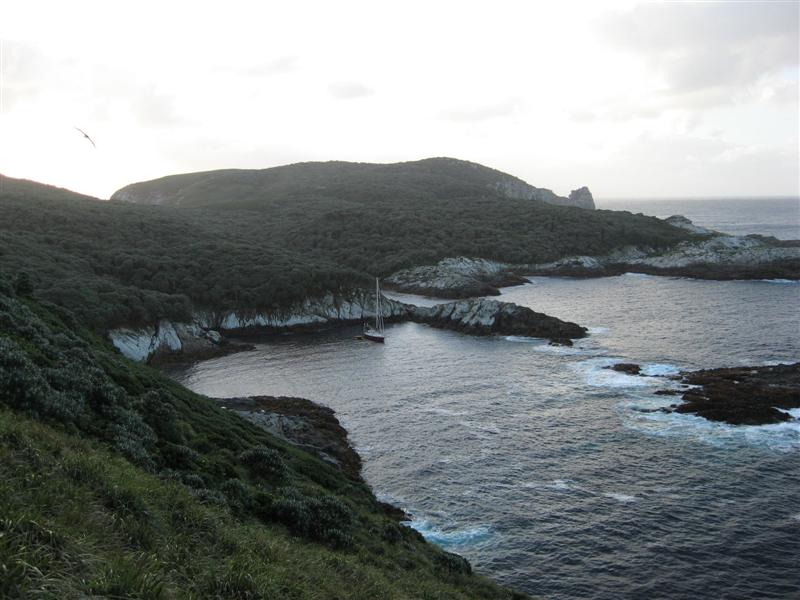
Snaresinseln

- 1998   –  Subantarktische Inseln Neuseelands (N)

## Portugal
(Atlantik)

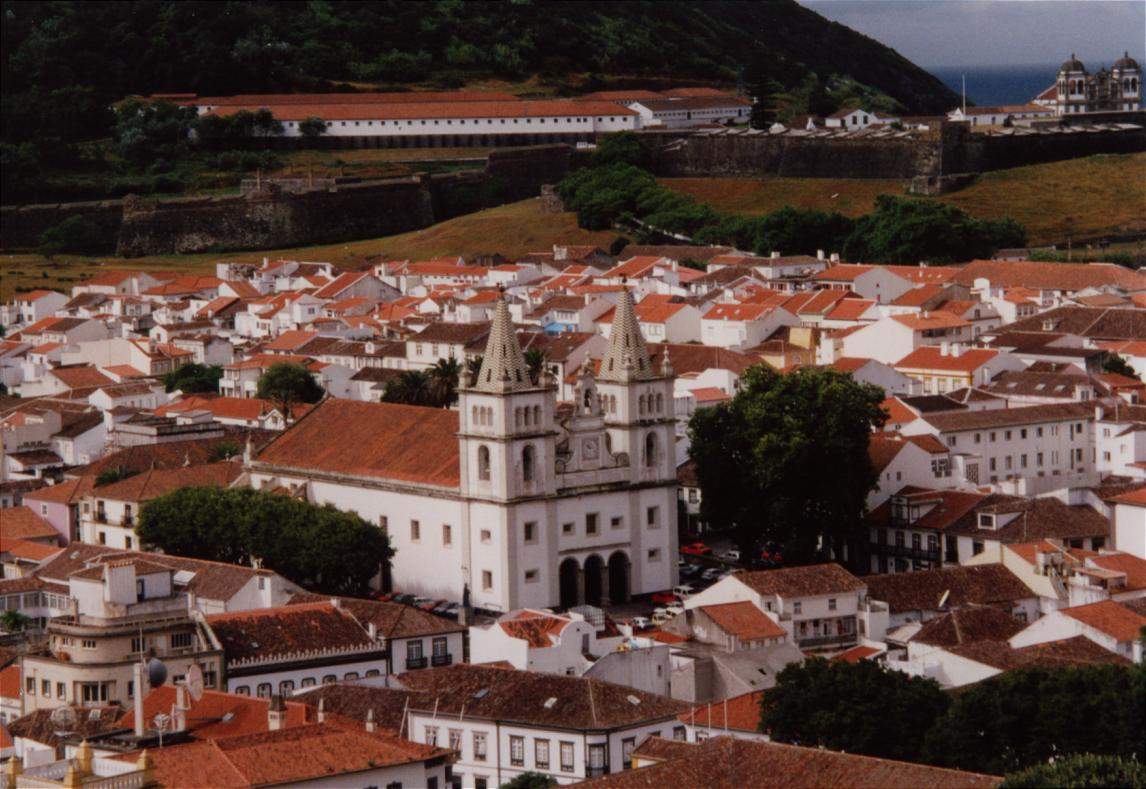
Altstadt von Angra do Heroísmo

- 1983 – Stadtzentrum von Angra do Heroísmo (K)
- 1999 – Laurisilva von Madeira (N)
- 2004 – Weinbaukulturlandschaft der Insel Pico (K)

## Vereinigtes Königreich
(Südatlantik)

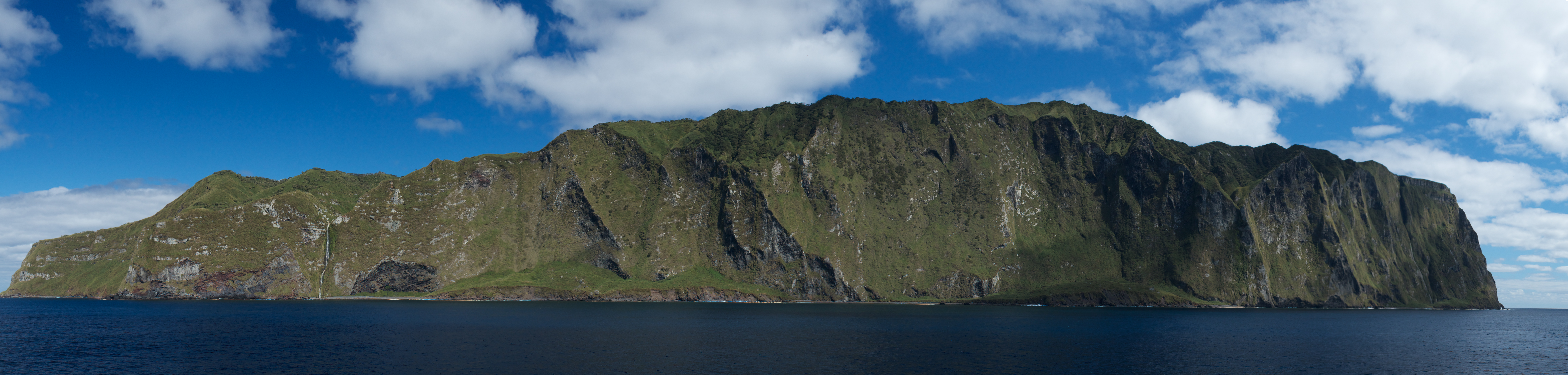
Inaccessible Island

- 1995 – Die Inseln Gough und Inaccessible (N, erweitert 2004)